# Монфе
Монфе́ (фр. Montfey) — коммуна во Франции, находится в регионе Шампань — Арденны. Департамент — Об. Входит в состав кантона Эрви-ле-Шатель. Округ коммуны — Труа.
Код INSEE коммуны — 10247.
Коммуна расположена приблизительно в 145 км к юго-востоку от Парижа, в 110 км южнее Шалон-ан-Шампани, в 30 км к юго-западу от Труа.

## Население
Население коммуны на 2008 год составляло 135 человек.
| 1962 | 1968 | 1975 | 1982 | 1990 | 1999 | 2008 |
| ---- | ---- | ---- | ---- | ---- | ---- | ---- |
| 202  | 161  | 127  | 114  | 133  | 134  | 135  |

## Экономика

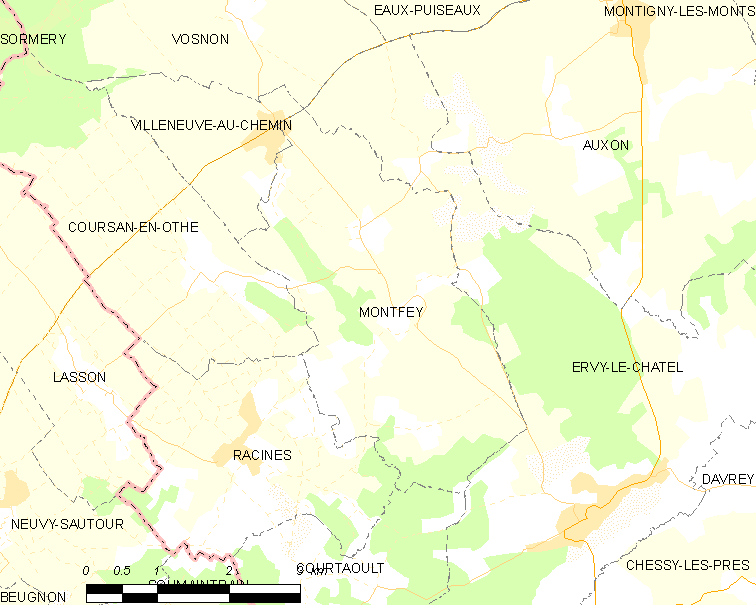
Карта коммуны

В 2007 году среди 82 человек в трудоспособном возрасте (15—64 лет) 56 были экономически активными, 26 — неактивными (показатель активности — 68,3 %, в 1999 году было 75,0 %). Из 56 активных работали 53 человека (32 мужчины и 21 женщина), безработных было 3 (2 мужчины и 1 женщина). Среди 26 неактивных 5 человек были учениками или студентами, 12 — пенсионерами, 9 были неактивными по другим причинам.